# Bossa Nova Hotel
Bossa Nova Hotel es el primer álbum de estudio debut del músico estadounidense Michael Sembello, lanzado el 25 de septiembre de 1983. El álbum contiene diez temas, incluyendo el gran éxito "Maniac", de la que se hizo una versión distinta para la película Flashdance, que encabezó el Billboard Hot 100. El álbum en sí alcanzó el puesto #80 en el Billboard 200. "Automatic Man" y "Talk" son otros sencillos lanzados del álbum. "Automatic Man" tuvo otras tres versiones lanzadas en un LP y 45 single (que fueron la mezcla extendida, mezcla instrumental y Single Version). La versión de "Maniac" que apareció en la banda sonora de Flashdance es diferente de la que aparece en este álbum. "Maniac" también fue remixado y se realizaron versiones instrumentales de la canción.
La cantante Marilyn Scott versionó la canción "First Time" en su álbum de 1983 Without Warning.

## Lista de canciones
| Bossa Nova Hotel |                 |                                               |          |  |
| N.º              | Título          | Escritor(es)                                  | Duración |  |
| 1.               | «Automatic Man» | Michael Sembello David Batteau Danny Sembello | 4:13     |  |
| 2.               | «First Time»    | Michael Sembello David Batteau David Freeman  | 3:04     |  |
| 3.               | «Cowboy»        | Michael Sembello David Batteau Danny Sembello | 3:35     |  |
| 4.               | «It's Over»     | Michael Sembello Alfred Rubalcava             | 4:56     |  |
| 5.               | «Maniac»        | Michael Sembello Dennis Matkosky              | 4:18     |  |
| 6.               | «Godzilla»      | Michael Sembello Danny Sembello Phil Ramone   | 3:50     |  |
| 7.               | «Talk»          | Michael Sembello Danny Sembello               | 3:26     |  |
| 8.               | «Cadillac»      | Michael Sembello                              | 4:11     |  |
| 9.               | «Lay Back»      | Michael Sembello                              | 4:02     |  |
| 10.              | «Superman»      | Michael Sembello                              | 4:36     |  |
| 39:53            |                 |                                               |          |  |

| Bonus track (Reedición 2007) |                           |                                               |          |  |
| N.º                          | Título                    | Escritor(es)                                  | Duración |  |
| 1.                           | «Easy Life»               | Michael Sembello                              | 3:11     |  |
| 2.                           | «Maniac» (En vivo)        | Michael Sembello Dennis Matkosky              | 4:51     |  |
| 3.                           | «Automatic man» (En vivo) | Michael Sembello David Batteau Danny Sembello | 5:00     |  |
| (52:55) 13:02                |                           |                                               |          |  |

## Versiones
Warner Bros publica el álbum en 1983 en distintos formatos (LP, MP, TP, casete, Dol, Fir, W/Lbl) en Estados Unidos, Reino Unido, Italia, España, Alemania, Francia, Holanda, Portugal, Grecia, Suecia, Canadá, Argentina, Brasil, México, Venezuela, Japón, Filipinas y Escandinavia, y en 1984 llega a Colombia. Lo reedita en formato CD en Japón en 1990 y en Alemania en 1996.
En 2007, la Wounded Bird Records lo reedita en Estados Unidos y Clinck Records en Japón, ambos en formato CD.

### Técnicos
- Thom Wilson, Jim Gallagher, Peter Chaikin - ingenieros de grabación
- Tommy Vicari - mezcla
- Bernie Grundman - masterización
- Richard Seireeni, Simon Levy - director artístico
- John Colao - fotografía